# 24608 Alexveselkov
24608 Alexveselkov è un asteroide della fascia principale. Scoperto nel 1977, presenta un'orbita caratterizzata da un semiasse maggiore pari a 2,3727633 UA e da un'eccentricità di 0,2282356, inclinata di 2,70966° rispetto all'eclittica.